# Lenivka, Camenița
Lenivka (în ucraineană Ленівка) este un sat în comuna Kîtaihorod din raionul Camenița, regiunea Hmelnîțkîi, Ucraina.

## Demografie
Componența lingvistică a localității Lenivka
     Ucraineană (100%)
Conform recensământului din 2001, toată populația localității Lenivka era vorbitoare de ucraineană (100%).